# Eternal Black Dawn
Eternal Black Dawn è il sesto album in studio del gruppo musicale epic metal statunitense Omen, uscito nel 2003.

## Tracce
1. 1000 Year Reign – 4:20
2. Eternal Black Dawn – 4:23
3. Burning Times – 5:50
4. Blood Feud – 3:42
5. House On Rue Royale – 5:22
6. King Of The Seven Seas – 4:41
7. Chains Of Delirium – 3:54
8. Chaos In The Cathedral – 6:08
9. Specter Of Battles Past (Medley) – 7:27

## Formazione
- Kevin Goocher  - voce
- Kenny Powell - chitarra
- Andy Haas - basso
- Rick Murray  - batteria